# Верхньотузлове
Верхньотузлове́ — село в Україні, у Довжанській міській громаді Довжанського району Луганської області. Населення становить 100 осіб.
Знаходиться на тимчасово окупованій території України.

## Географія
Загальна площа села — 1,035 км². У селі бере початок річка Лівий Тузлів.
Село розташоване у східній частині Донбасу за 56 км від Довжанська. Найближча залізнична станція — Довжанська, за 40 км.

## Історія
Колишнє німецьке село засноване 1905 року як колонія Верхньо-Тузлове, Ґрюнталь, нім. Grüntal, до 1917 року — Область Війська Донського, Таганрозький округ, Астахівська волость; у радянський період — Ровеньківський район. Знаходився молитовний дім. Землі 1085 десятин на 1915 рік та 27 дворів. 
7 (20) листопада 1917 року, відповідно до Третього Універсалу Української Центральної Ради, увійшло до складу Української Народної Республіки.  
Сільрада заснована у 1926 році. Назва походить від річки Тузлівки на якій розташоване поселення.
23 листопада 1945 колонія Верхньо-Тузлово перейменована на село Верхньо-Тузлово, Тузлово-Грінфельдська сільська рада на Верхньо-Тузлівська.
12 червня 2020 року, відповідно до Розпорядження Кабінету Міністрів України № 717-р «Про визначення адміністративних центрів та затвердження територій територіальних громад Луганської області», увійшло до складу Довжанської міської громади.
17 липня 2020 року, в результаті адміністративно-територіальної реформи та ліквідації  колишніх Довжанського (1938—2020) та Сорокинського районів, увійшло до складу новоутвореного Довжанського району.

## Населення
Станом 1915 рік 228 жителів. На 1926 рік 370 — з них 360 німців.

### Мова
Розподіл населення за рідною мовою за даними перепису 2001 року:
| Мова       | Кількість | Відсоток |
| ---------- | --------- | -------- |
| українська | 69        | 69%      |
| російська  | 30        | 30%      |
| вірменська | 1         | 1%       |
| Усього     | 100       | 100%     |

За даними перепису 2001 року населення села становило 100 осіб, з них 69 % зазначили рідною мову українську, 30 % — російську, а 1 % — іншу.

## Пам'ятки
На території села знаходиться братська могила радянських воїнів.